# آلن مارکوئن
آلن مارکوئن (انگلیسی: Alain Marcoen؛ زادهٔ ۱۹۵۰ (۷۵ سال)) فیلم‌بردار اهل بلژیک است.